# Libor Hájek
Libor Hájek, född 4 februari 1998, är en tjeckisk professionell ishockeyback som är kontrakterad till New York Rangers i National Hockey League (NHL) och spelar för Hartford Wolf Pack i American Hockey League (AHL). Han har tidigare spelat för HC Kometa Brno i Extraliga, Syracuse Crunch i AHL och Saskatoon Blades och Regina Pats i Western Hockey League (WHL).
Hájek draftades av Tampa Bay Lightning i andra rundan i 2016 års draft som 37:e spelare totalt.

## Statistik
| 2014–2015  | HC Kometa Brno     | Extraliga  | 17  | 0  | 1  | 1  | 2   | 7 | 0 | 0 | 0 | 0  |
| 2015–2016  | Saskatoon Blades   | WHL        | 69  | 3  | 23 | 26 | 76  | — | — | — | — | —  |
| 2016–2017  | Saskatoon Blades   | WHL        | 65  | 4  | 22 | 26 | 81  | — | — | — | — | —  |
|            | Syracuse Crunch    | AHL        | 8   | 1  | 0  | 1  | 4   | — | — | — | — | —  |
| 2017–2018  | Saskatoon Blades   | WHL        | 33  | 8  | 17 | 25 | 26  | — | — | — | — | —  |
|            | Regina Pats        | WHL        | 25  | 4  | 10 | 14 | 4   | 4 | 1 | 0 | 1 | 12 |
| 2018–2019  | New York Rangers   | NHL        | 5   | 1  | 0  | 1  | 6   | — | — | — | — | —  |
|            | Hartford Wolf Pack | AHL        | 58  | 0  | 5  | 5  | 36  | — | — | — | — | —  |
| NHL totalt | NHL totalt         | NHL totalt | 5   | 1  | 0  | 1  | 6   | — | — | — | — | —  |
| AHL totalt | AHL totalt         | AHL totalt | 66  | 1  | 5  | 6  | 40  | — | — | — | — | —  |
| WHL totalt | WHL totalt         | WHL totalt | 192 | 19 | 72 | 91 | 187 | 4 | 1 | 0 | 1 | 12 |

### Internationellt
| Källa: Uppdaterad: 2019-03-02 | Källa: Uppdaterad: 2019-03-02 | Källa: Uppdaterad: 2019-03-02 |         | Utv = Utvisningsminuter | Utv = Utvisningsminuter | Utv = Utvisningsminuter | Utv = Utvisningsminuter | Utv = Utvisningsminuter |
| År                            | Lag                           | Mästerskap                    | Matcher | Mål                     | Assists                 | Poäng                   | Utv                     |                         |
| ----------------------------- | ----------------------------- | ----------------------------- | ------- | ----------------------- | ----------------------- | ----------------------- | ----------------------- | ----------------------- |
| 2014                          | Tjeckien                      | Ivan Hlinka                   | 5       | 0                       | 1                       | 1                       | 4                       |                         |
| 2015                          | Tjeckien                      | U18-VM                        | 5       | 1                       | 0                       | 1                       | 4                       |                         |
| 2015                          | Tjeckien                      | Ivan Hlinka                   | 4       | 0                       | 1                       | 1                       | 4                       |                         |
| 2016                          | Tjeckien                      | U18-VM                        | 5       | 0                       | 2                       | 2                       | 6                       |                         |
| 2018                          | Tjeckien                      | JVM                           | 7       | 1                       | 7                       | 8                       | 6                       |                         |
| Junior totalt                 | Junior totalt                 | Junior totalt                 | 26      | 0                       | 11                      | 13                      | 24                      |                         |